# Elección presidencial de Croacia de 2019-20
Las elecciones presidenciales de Croacia se celebraron el 22 de diciembre de 2019 siendo la séptima elección desde su independencia en 1991, si ningún candidato recibe la mayoría de todos los votos emitidos (incluidas las boletas en blanco e inválidas), se realizará una segunda vuelta el 5 de enero de 2020 entre los dos candidatos con el mayor número de votos en la primera ronda. Fueron las séptimas elecciones presidenciales desde que se celebraron las primeras directas en 1992.

## Antecedentes y reglamentos
La actual presidenta de Croacia , Kolinda Grabar-Kitarović , asumió el cargo el 19 de febrero de 2015 y su mandato finalizará el 18 de febrero de 2020. Si Grabar-Kitarović cumple su mandato en su totalidad hasta esa fecha, el nuevo mandato presidencial comenzará el 19 de febrero de 2020 y finalizará el 18 de febrero de 2025. Sin embargo, si tuviera que desocupar permanentemente el cargo antes del final de su mandato actual (debido a la muerte, renuncia o destitución del cargo por juicio político ), la Presidenta del Parlamento croata , actualmente Gordan Jandroković, asumiría los poderes y deberes de la presidencia como Presidente interino de la República, mientras que una elección anticipada tendría que tener lugar a más tardar 60 días después de la fecha de la vacante (según el Artículo 97 de la Constitución).
La presidenta Grabar-Kitarović se postulará para la reelección a un segundo (y último) mandato de cinco años en esta elección. Si Grabar-Kitarović fuera derrotada, el ganador juraría como el quinto presidente de Croacia desde la independencia del país el 25 de junio de 1991.

## Sistema electoral
El Presidente de Croacia es elegido directamente por votación secreta para un mandato de 5 años utilizando un sistema de dos vueltas. La Constitución de Croacia exige que se celebren elecciones presidenciales a más tardar 60 días y no más tarde de 30 días antes del vencimiento del mandato del presidente en ejercicio. Se requiere una mayoría absoluta (50% + 1 voto) de todos los votos emitidos (incluyendo boletas inválidas y en blanco) para ganar en la primera vuelta. Si ningún candidato adquiere tal mayoría, se realizará una segunda ronda dentro de 14 días, con la participación de los dos candidatos con el mayor número de votos en la primera ronda. El candidato que adquiere el mayor número de votos en la segunda vuelta (una mayoría de votos votos válidos emitidos) se declara el ganador. Si uno de los candidatos que ha ganado un número suficientemente alto de votos para participar en la segunda ronda abandonara su candidatura o muriera, el candidato con el siguiente mayor número de votos en la primera ronda se ganará el derecho de participar en la segunda ronda. Además, los presidentes croatas pueden servir un máximo de dos períodos de 5 años en su vida (un total de 10 años si ambos términos se ganan y se entregan en su totalidad).
Para que un candidato potencial pueda legalmente disputar las elecciones y que su nombre aparezca en la boleta electoral, debe reunir al menos 10.000 firmas de votantes elegibles, y cada uno de estos firmantes puede dar su firma de apoyo a un solo potencial candidato. El plazo para recopilar dicho número de firmas se establece en 12 días, y después de la expiración de este período, los posibles candidatos deben enviarlos a la Comisión Electoral del Estado para su verificación.

## Candidatos
- Kolinda Grabar-Kitarović: Candidata oficial y formalmente Independiente, nominada por la Unión Democrática Croata (HDZ) de tendencia centro-derecha, la candidatura oficialmente confirmada el 8 de agosto de 2019. Apoyada también por otros miembros de la coalición de oposición de centro-izquierda: el BM 365
- Zoran Milanović: candidato por el Partido Socialdemócrata de Croacia (SDP) y de tendencia centro-izquierda, candidatura confirmada el 17 de junio de 2019. También apoyado por otros miembros de la coalición de oposición de centro-izquierda: Partido Campesino Croata (HSS), la Alianza de Primorje-Gorski Kotar (PGS), el Partido Croata de Pensionistas (HSU), el Partido Popular - Reformistas (NS-R), Demócratas, Asamblea Democrática de Istria (IDS), Partido Laborista, (HL), y muchos otros.
- Miroslav Škoro: Candidato independiente, apoyado por los partidos: Partido Conservador Croata (HKS), Crecimiento Croata (Hrast), Partido de Derechos de Croacia (HSP AS), Patriotas Croatas Unidos (UHD), Puente de listas independientes (Most) y Lista Verde (ZL)
- Mislav Kolakušić: Candidato independiente, confirmado el 27 de mayo de 2019
- Ivan Pernar: Candidato por SIP, candidatura confirmada el 21 de junio de 2019
- Dalija Orešković: Candidato por START- Partido Anticorrupción de Desarrollo y Diálogo, candidatura confirmada el 7 de julio de 2019

Otros candidatos:
- Tomislav Panenić
- Katarina Peović
- Milan Bandić
- Marko Vučetić
- Josip Juretić

## Resultados
|  | 29.55 % |

|  | 52.62 % |

|  | 26.65 % |

|  | 47.33 % |

|  | 24.45 % |

|  | 5.88 % |

|  | 4.61 % |

|  | 2.90 % |

|  | 2.31 % |

|  | 1.12 % |

|  | 0.95 % |

|  | 0.21 % |

|  | 0.16 % |

|  | 98.85 % |

|  | 1.17 % |

|  | 100.00 % |

|  | 51.18 % |

## Encuestas
Encuestas de la elección presidencial de Croacia de 2019-20